# Sites à chauves souris de Breil-sur-Roya
Sites à chauves souris de Breil-sur-Roya este o arie protejată (sit de importanță comunitară — SCI) din Franța întinsă pe o suprafață de 2.497 ha, integral pe uscat.

## Localizare
Centrul sitului Sites à chauves souris de Breil-sur-Roya este situat la coordonatele 43°55′43″N 7°31′47″E / 43.92861°N 7.52972°E.

## Înființare
Situl Sites à chauves souris de Breil-sur-Roya a fost declarat arie specială de conservare în baza directivei 92/43 din 1992 referitoare la conservarea habitatelor naturale și a faunei și florei sălbatice pentru a proteja 2 specii de plante și 19 specii de animale.

## Biodiversitate
Situată în ecoregiunile alpină și mediteraneană, aria protejată conține 16 habitate naturale: Pajiști alpine și subalpine calcaroase, Pajiști uscate seminaturale și facies de acoperire cu tufișuri pe substraturi calcaroase (Festuco-Brometalia) (* situri importante pentru orhidee), Matorral arborescenți cu Juniperus spp., Păduri de Castanea sativa, Păduri aluvionare cu Alnus glutinosa și Fraxinus excelsior (Alno-Padion, Alnion incanae, Salicion albae), Păduri de Quercus ilex și Quercus rotundifolia, Grohotișuri termofile și vest-mediteraneene, Pante stâncoase calcaroase cu vegetație casmofită, Peșteri inaccesibile publicului, Formațiuni de Juniperus communis pe lande sau pajiști calcaroase, Liziere de ierburi înalte hidrofile de câmpie și de nivel montan până la alpin, Izvoare petrifiante cu formare de travertin (Cratoneurion), Păduri de fag din Europa Centrală dezvoltate pe sol calcaros cu Cephalanthero-Fagion, Păduri pe pante, grohotișuri și ravene de Tilio-Acerion, Păduri de pin mediteraneene cu pini mezogeni endemici, Formațiuni stabile xerotermofile de Buxus sempervirens pe pante stâncoase (Berberidion p.p.).
La baza desemnării sitului se află mai multe specii protejate:
- plante (2): Aquilegia bertolonii, Gentiana ligustica
- amfibieni (1): Speleomantes strinatii
- mamifere (7): liliac cârn (Barbastella barbastellus), lupul (Canis lupus), liliac cu urechi mari (Myotis bechsteinii), liliac cărămiziu (Myotis emarginatus), liliacul mediteranean cu potcoavă (Rhinolophus euryale), liliacul mare cu potcoavă (Rhinolophus ferrumequinum), liliacul mic cu potcoavă (Rhinolophus hipposideros)
- nevertebrate (8): Austropotamobius pallipes, croitorul mare al stejarului (Cerambyx cerdo), fluturele de noapte (Eriogaster catax), fluturele auriu (Euphydryas aurinia), Euplagia quadripunctaria, Gortyna borelii lunata, rădașcă (Lucanus cervus), Osmoderma eremita
- pești (3): Barbus meridionalis, zglăvoacă (Cottus gobio), clean dungat (Telestes souffia)